# Distretto di Yevlax
Il distretto di Yevlax (in azero: Yevlax rayon) è un distretto dell'Azerbaigian. Il suo capoluogo è Yevlax.